# Rudnik nad Sanem (gmina)
Rudnik nad Sanem [ˈrudɲik ˌnat ˈsanɛm] (jusqu'en 1997 Rudnik, en yiddish: רודניק Ridnik) est une commune urbaine-rurale de la Voïvodie des Basses-Carpates et du powiat de Nisko. Elle s'étend sur 78,7 km² et comptait 10 305 habitants en 2010.

## Géographie
Outre son siège Rudnik nad Sanem, elle comprend les localités de Kopki et Przędzel.